# Hina Jilani
Hina Jilani (ourdou : حنا جیلانی), née en 1953, est une avocate de la Cour suprême du Pakistan et une défenseuse des droits de l’homme originaire de Lahore au Pendjab (Pakistan). 

## Biographie
Hina Jilani commence à pratiquer le droit en 1979, alors que le Pakistan est sous la loi martiale.

### Carrière
Jilani est reconnue internationalement pour son expertise dans les enquêtes critiques sur les droits de l'homme. En février 1980, avec sa sœur Asma Jahangir, elle cofonde le premier cabinet d'assistance juridique exclusivement féminin au Pakistan, la cellule d'aide juridique AGHS (ALAC) à Lahore. Initialement, les activités se limitent à fournir une assistance juridique aux femmes, mais elles s'étendent progressivement à la sensibilisation, à l’éducation, à la protection contre l’exploitation, à la recherche juridique, au conseil et à l’assistance juridique. Elle est également l'une des fondatrices de la Commission pakistanaise des droits de l'homme et du Women's Action Forum (WAF) (groupe de pression créé en 1980 contre les législations discriminatoires) et fonde également le premier centre d'aide juridique du Pakistan en 1986. En plus de fournir une aide juridique professionnelle, elle contribue également à la création d'un refuge pour femmes fuyant la violence et les abus, appelé Dastak, en 1991. En plus de la gestion d'un refuge, Dastak organise également des ateliers de sensibilisation aux droits de l'homme et à la protection des femmes. 
Avocate et militante de la société civile et active dans le mouvement pour la paix, des droits de l'homme et des droits des femmes au Pakistan depuis trois décennies, elle se spécialise dans les litiges relatifs aux droits de l'homme et s'intéresse particulièrement aux droits fondamentaux des femmes, des enfants, des minorités, au travail forcé et au travail des enfants, aux prisonniers politiques et autres. Elle a mené plusieurs affaires qui sont devenues des points de repère dans l'établissement de normes des droits de l'homme au Pakistan. Sa bataille pour les droits des enfants, en particulier la protection des enfants effectuant des tâches dangereuses, a conduit à la promulgation d'une loi réglementant le travail des enfants en 1991. 
Jilani est souvent invitée à prendre la parole lors de divers événements relatifs aux droits de l'homme. En 2004, elle est membre de la Commission internationale d'enquête sur le Darfour. Le 17 septembre 2009, elle prononce la conférence Hal Wootten 2009 à la faculté de droit de l'Université de New South Wales. Le 25 novembre, elle est conférencière invitée au Centre McGill pour les droits de l'homme et le pluralisme juridique, Faculté de droit de l'Université McGill, sur le thème de La Promesse de droit international pour les victimes civiles de la guerre : Le rapport Goldstone. Le 27 novembre 2009, Jilani est invitée comme conférencière au Forum international sur la sécurité internationale de Halifax, au Canada, sur le thème Loi vs. Pouvoir: qui règne ? Qui fait les règles ?. 
Jilani est également affiliée au Conseil des droits de l'homme des Nations unies, au Centre Carter et à la Conférence des Nations unies sur les femmes.

## Hommages
- 2000 - Prix Ginetta Sagan d'Amnesty International [9]
- 2001 - Prix du millénaire pour la paix pour les femmes
- 2008 - Prix du rédacteur en chef pour réalisations exceptionnelles décerné par les Lawyer Awards [10]